# Jean-Pierre Papin
Jean-Pierre Papin (Bolonha do Mar, 5 de novembro de 1963) é um treinador francês e ex-futebolista que atuava como centroavante. Atualmente é técnico do C'Chartres.
Uma de suas características era o voleio, sendo que os gols marcados nesse estilo foram apelidados pela torcida como "Papinadas".

## Carreira
Foi um dos jogadores de maior destaque no início da década de 1990, devido a sua velocidade e seus dribles. Apesar de ser o ganhador da Bola de Ouro de 1990 e ter sido o segundo melhor jogador do mundo pela FIFA em 1991, não pôde disputar as Copas do Mundo de 1990 e 1994, devido à desclassificação de sua seleção. Atuou apenas na Copa de 1986, no ataque juntamente com Michel Platini, e na Eurocopa de 1992, quando a França, treinada por Platini, caiu na primeira fase. No total, foram 54 jogos e 30 gols pelos Bleus entre 1986 e 1995.
Jogou, entre outros, no Club Brugge (1984-1986), no Olympique de Marseille (1986-1992), no Milan (1992-1994, onde conquistou vários títulos) e no Bayern de Munique (1994-1996). Também teve passagens por Vichy, Valenciennes, Bordeaux e Guingamp, onde encerrou a carreira pela primeira vez, em 1999.
Ele continuou jogando em 2 times amadores: o Saint-Pierroise da ilha de Reunião e o Cap-Ferret, pendurando as chuteiras novamente em 2004, aos 40 anos.

## Carreira como treinador e volta aos gramados
A primeira equipe que Papin comandou foi o Bassin d'Arcachon (time que disputa a Liga de Futebol da Aquitânia, que integra a sexta divisão francesa), entre 2004 e 2006. Seu trabalho chamou a atenção do Strasbourg, que o contratou em 2006. Levou os alvi-azuis para a Ligue 1 na temporada 2006-07, mas saiu antes da temporada seguinte começar. Ainda comandaria o Lens entre 2007 e 2008, quando uma proposta surpreendeu o ex-atacante.
No início de 2009, Papin anunciou a retomada da carreira de jogador de futebol, aos 45 anos de idade, pela pequena equipe do Biganos Boiens, que atua na décima divisão francesa.
Depois de se aventurar novamente como jogador, JPP voltou a ser treinador de clubes ainda em 2009, sendo contratado pelo Châteauroux, que ficou sob seu comando por um ano. Apos 4 anos parado, voltou à ativa em 2014, pelo Bassin d'Arcachon, primeiro time de sua carreira como treinador.
Em junho de 2020, Papin foi anunciado como novo técnico do C'Chartres, que disputa o Championnat National 2 (quarta divisão francesa).

## Títulos
Club Brugge
- Copa da Bélgica: 1986

Olympique de Marseille
- Campeonato Francês: 1988-89, 1989-90, 1990-91, 1991-92
- Copa da França: 1988-89

Milan
- Liga dos Campeões da UEFA: 1993-94
- Campeonato Italiano: 1992-93, 1993-94
- Supercopa da Itália: 1992, 1993

Bayern de Munique
- Liga Europa da UEFA: 1995-96

Seleção Francesa
- Copa Kirin: 1994

### Prêmios individuais
- Jogador francês do ano: 1988, 1991
- Onze de Bronze: 1989, 1990, 1992
- Maior Artilheiro Internacional do Mundo pela IFFHS: 1991 (16 gols)
- Onze d'Or: 1991
- Ballon D'Or: 1991
- Melhor jogador do mundo pela World Soccer: 1991
- 2ª Melhor jogador do Mundo FIFA: 1991
- Melhor marcador do ano da IFFHS: 1995
- Objetivo do ano (Alemanha): 1991
- FIFA XI: 1997, 1998, 1999
- Prémio Golden Foot: 2013
- Eleito o 8ª melhor jogador francês do século pela France Football
- FIFA 100: 2004
- IFFHS ALL TIME FRANCE MEN'S DREAM TEAM (Time B)[6]

### Artilharias
- Copa da Bélgica de 1985–86 (7 gols)
- Division 1 de 1987–88 (19 gols)
- Division 1 de 1988–89 (22 gols)
- Copa da França de 1988–89 (8 gols)
- Division 1 de 1989–90 (30 gols)
- Taça dos Clubes Campeões Europeus de 1989–90 (6 gols)
- Division 1 de 1990–91 (23 gols)
- Copa da França de 1990–91 (5 gols)
- Taça dos Clubes Campeões Europeus de 1990–91 (6 gols)
- Division 1 de 1991–92 (27 gols)
- Taça dos Clubes Campeões Europeus de 1991–92 (7 gols)